# Lafayette, Indiana
Lafayette là một thành phố ở trung tây bang Indiana, Hoa Kỳ, nằm bên sông Wasbash. Thành phố này được thành lập năm 1853. Theo điều tra dân số, thành phố này có 43.011 dân (1980); 43.764 dân (1990); 61.229 dân. Lafayette là thủ phủ của quận Tippecanoe. Lafayette là một trung tâm thương mại và công nghiệp của khu vực trồng ngũ cốc và nuôi gia súc ở vùng xung quanh. Các sản phẩm của thành phố này có: ô tô, máy kéo, sơn, sản phẩm nhôm, tấm kim loại, máy móc. Trường đại học Purdue nằm ở phía tây của Lafayette. Pháo đài Ouiatenon, được người Pháp xây gần Lafayette năm 1717, là khu định cư châu Âu đầu tiên ở Indiana.
Năm 1811, quân đội Mỹ dưới sự chỉ huy của tướng William Henry Harrison đã đánh bại Shawnee trong trận Tippecanoe ở phía bắc của thành phố Lafayette ngày nay. Thành phố Lafayette được quy hoạch năm 1825 và được đặt tên theo Hầu tước Lafayette, tướng người Pháp trong thời kỳ cách mạng Mỹ.